# Aalborg Universitet
Aalborg Universitet (forkortes AAU) blev grundlagt i 1974 og hed indtil 1994 Aalborg Universitetscenter (AUC).
Universitetet findes hovedsageligt i Aalborg, men har siden 1995 været et fler-campus-universitet; idet AAU fik en campus i Esbjerg ved fusion med Ingeniørhøjskolen Esbjerg. I 2005 etablerede AAU en campus i København.
AAU er Europas bedste og et af verdens 10 bedste universiteter for ingeniørvidenskab ifølge det årlige ranking af U.S. News & World Report.

## Historie
Aalborg Universitet (AAU) havde sin begyndelse som Aalborg Universitetscenter (AUC) i 1974, som et resultat af en række fusioner mellem en række etablerede institutioner, hvilket gjorde det muligt at skabe et samlet universitet med en række fakulteter. Da universitetscenteret blev oprettet i 1974, havde det et humanistisk fakultet, et samfundsvidenskabeligt fakultet og et teknisk-naturvidenskabeligt fakultet. I 1994 skiftede Aalborg Universitetscenter (AUC) navn til Aalborg Universitet (AAU). I 2010 fik Aalborg Universitet også et sundhedsvidenskabeligt fakultet. Aalborg Universitets rødder kan bl.a. spores tilbage til en række ældre institutioner, som nu er en del af universitetet, f.eks. Handelshøjskoleafdelingen i Aalborg oprettet i 1920, Statens Byggeforskningsinstitut oprettet i 1947, Esbjerg Teknikum oprettet i 1963, Den Sociale Højskole i Aalborg oprettet i 1966, Danmarks Ingeniørakademi oprettet i 1967 og Handelshøjskolen i Københavns Aalborgafdeling oprettet i 1969.
Siden Aalborg Universitets oprettelse i 1974 har universitetet været kendetegnet ved en problembaseret og projektorienteret undervisningsform. Aalborg Universitet har også et fokus på et bredt samarbejde med både erhvervslivet og de offentlige myndigheder. Det meste af Aalborg Universitets organisation og uddannelser har til huse på universitetets campusområde i Aalborg Øst. Aalborg Universitet har dog også en del faciliteter og undervisning rundt om i Aalborg, heriblandt en stor del i Aalborg Centrum. Aalborg Universitet har desuden siden 1995 haft en afdeling i Esbjerg og siden 2005 haft en afdeling i København. Siden 2007 udbyder AAU jurauddannelsen. Siden 2008 har AAU haft en kanal på YouTube.

## Series rectorum: Aalborg Universitets rektorer siden 1974
Siden universitetet blev oprettet i 1974 har Aalborg Universitet haft i alt fem rektorer på posten.
| Nr. | Periode     | Navn                             | Forskningsfelt             |
| --- | ----------- | -------------------------------- | -------------------------- |
| 1.  | 1974 – 1976 | Jörgen Weibull (1924 – 1998)     | Historie                   |
| 2.  | 1976 – 2004 | Sven Caspersen (født 1935)       | Økonomi                    |
| 3.  | 2004 – 2005 | Jørgen Østergaard (født 1944)    | Ingeniørvidenskab          |
| 4.  | 2005 – 2014 | Mogens Finn Kjærsdam (født 1943) | Byplanlægning              |
| 5.  | 2014 –      | Per Michael Johansen (født 1960) | Ingeniørvidenskab og fysik |

## Profil
Aalborg Universitet adskiller sig fra mange af de ældre og mere traditionelle danske universiteter ved følgende:
- Aalborg Universitets struktur er baseret på en pædagogisk struktur, som er problemcentreret og indeholder virkelighedstro projekter af uddannelses- og forskningsrelevans, som er blevet internationalt kendt og anerkendt, som Aalborg-eksperimentet eller Aalborg-modellen[14] for problembaseret læring.
- Aalborg Universitets fokus på problembaseret og projektorganiseret modeller kommer til udtryk i praksis ved, at en stor del af undervisningen på hvert semester og det arbejde de studerende laver under deres uddannelse, primært handler om komplekse virkelighedstro problemer, som de studerende undrer sig over og forsøger at finde et svar på igennem videnskabelige metoder, imens de arbejder sammen i grupper.

## Administration og organisation
Universitetet styres af en bestyrelse bestående af 11 medlemmer:
- Seks medlemmer af bestyrelsen på Aalborg Universitet rekrutteres udenfor universitetet. Denne gruppe udgør flertallet af bestyrelsesmedlemmerne.
- To medlemmer af bestyrelsen på Aalborg Universitet udpeges af det videnskabelige personale.
- Et medlem af bestyrelsen på Aalborg Universitet udpeges af det administrative personale.
- To medlemmer af bestyrelsen på Aalborg Universitet udpeges af de universitetsstuderende.

Bestyrelsen er universitetets øverste myndighed. Bestyrelsens opgaver er primært af strukturel, økonomisk og videnskabelig karakter. Medlemmerne af bestyrelsen vælges almindeligvis for fire år af gangen. Dette gælder dog ikke studenterrepræsentanterne, som sidder to år af gangen.

## Fakulteter og institutter på Aalborg Universitet
Aalborg Universitet er inddelt i fire fakulteter med en række institutter under disse fakulteter.
- Det Humanistiske og Samfundsvidenskabelige Fakultet[19]
  - Institut for Kommunikation og Psykologi[20]
  - Institut for Kultur og Læring[21]
  - Institut for Sociologi og Socialt Arbejde[22]
  - AAU Business School[23]
  - Institut for Politik og Samfund[24]
  - Juridisk Institut[25]
- Det Tekniske Fakultet for IT og Design[26]
  - Institut for Datalogi[27]
  - Institut for Elektroniske Systemer[28]
  - Institut for Arkitektur og Medieteknologi[29]
  - Institut for Bæredygtighed og Planlægning[30]
- Det Ingeniør- og Naturvidenskabelige Fakultet[31]
  - Institut for Byggeri, By og Miljø[32]
  - Institut for Matematiske Fag[33]
  - Institut for Kemi og Biovidenskab[34]
  - Institut for Materialer og Produktion[35]
  - Institut for Energi[36]
- Det Sundhedsvidenskabelige Fakultet[37]
  - Institut for Medicin og Sundhedsteknologi[38]
  - Klinisk Institut[39]

## Særlige indsatsområder og tværfaglig forskning
Aalborg Universitet udfører forskning inden for alle fakulteter. Det stærkeste forskningsområde er dog indenfor teknik, og universitetet har valgt sundhedsvidenskabelig teknologi og trådløs kommunikation, som særlige indsatsområder.
Aalborg Universitet har vedtaget en tværfaglig tilgang til forskningen, som ligesom undervisningen, er problembaseret. Dette kræver ofte bidrag fra en række videnskabelige discipliner, når et aktuelt problem skal løses. Aalborg Universitet har fem tværgående indsatsområder:
- Bæredygtig energi, miljø og byggeri
- Global produktion, innovation, udvikling af viden og sammenhæng
- Informationsteknologi
- Nanoteknologi og nanoproduction
- Oplevelse teknologi og design

## Internationale forbindelser
Siden dets regionale start i 1974, har Aalborg Universitet vendt sit fokus mod en international orientering, hvilket gør det til et lokalt universitet med et internationalt udsyn. Aalborg Universitet fokuserer på internationalt samarbejde inden for forskningen og har blandt andet etableret en afdeling for trådløs kommunikation og satellit navigering ved University of Rome Tor Vergata i Italien og på Kolkata University i Indien samt to centre for telekommunikation, et på Birla Institute of Technology i Indien og yderligere et på Bandung Institute of Technology i Indonesien.
Femogtyve procent af universitetets forskere kommer fra udlandet, og gennem årene er antallet af internationale studerende været støt stigende, hvilket betyder at ti procent af den samlede studenterbestand i dag består af internationale studerende.
En anerkendelses udbetaling til Aalborg Universitet var grundlaget for UICEE Center for Problem Based Learning (UCPBL) i 2001, som efterfølgende har ført til udnævnelsen af Aalborg Universitet som UNESCO formandskab i problembaseret læring.

## Universitetets specificitet
Aalborg Universitetet er kendt for sit projektorienterede uddannelsessystem. En stor del af uddannelsen på Aalborg Universitetet er baseret på undervisning af de studerende til lære på egen hånd og i gruppearbejde. Denne fremgangsmåde har givet resultater, der svarer til andre danske universiteter med mindre teoretisk undervisning. Denne metode til gruppe baseret, projektorienteret læring anvendes på tværs af alle fagområder (fra datalogi til sociologi) og begynder på det første år af universitetet. Lokale gymnasier i Aalborg forbereder også deres elever til denne form for læring.

## Samarbejdsaftaler
Aalborg Universitet indgår i internationale netværk og samarbejder på tværs af landegrænser.
- Aalborg Universitet er medlem af det europæiske konsortium af innovative universiteter (European Consortium of Innovative Universities – ECIU), som blev grundlagt i 1997 af 10 europæiske universiteter. Målet var at skabe et europæisk netværk, hvor de deltagende universiteter kunne udveksle erfaringer og praksis i projekter inden for uddannelse, forskning og regional udvikling. I 2010 bestod ECIU af elleve medlemmer og tre udenlandske associerede partnere.[40]
- Aalborg Universitet er medlem af European Network for Training and Research in Electrical Engineering, som er et udvekslingsprogram for Elektrisk Ingeniør studerende mellem 18 universiteter i Europa. Det er også kendt som Entree. Udvekslingsprogrammets medlemmer er udover Aalborg Universitet, Chalmers tekniska högskola (Sverige), Heriot-Watt University (Storbritannien), Brunel University (Storbritannien), Technische Universiteit Delft (Holland), Université Libre de Bruxelles (Belgien), Technische Universität Dresden (Tyskland), Universität Karlsruhe (TH) (Tyskland), École Supérieure d'Ingénieurs en Électronique et Électrotechnique Paris (Frankrig), École Supérieure d'Ingénieurs en Électronique et Électrotechnique Amiens (Frankrig), École polytechnique fédérale de Lausanne (Schweiz), Brno University of Technology (Tjekkiet), National Technical University of Athens (Grækenland), Politecnico di Milano (Italien), Pontifical Comillas University of Madrid (Spanien), University of Valladolid (Spanien), Institut Méditerranéen de Technologie (Frankrig), Politecnico di Torino (Italien).

## Studenterorganisationer
Følgende studenterorganisationer er direkte tilknyttet Aalborg Universitet og dets studerende:
- Studentersamfundet
- Konservative Studerende
- Frit Forum
- De Studerendes Erhvervskontakt

Andre studenterforeninger:
- AAU Case Competition
- AMCA
- Dansk Markedsføring
- ITday

Herunder udbyder Studentersamfundet universitetsbladet Agenda - De studerendes blad

## Alumni og tidligere og nuværende tilknyttede personer
- Mette Frederiksen, dansk politiker, medlem af Socialdemokraterne og Statsminister
- Frank Jensen, dansk politiker, tidligere overborgmester, medlem af Socialdemokraterne samt tidligere minister.
- Lene Feltmann Espersen dansk politiker, medlem af Konservative Folkeparti og tidligere minister.
- Morten Bødskov, dansk politiker, tidligere justitsminister og medlem af Socialdemokraterne.
- Svend Aage Jensby, dansk politiker, tidligere medlem af folketing og forsvarsminister.
- Ulla Astman, dansk regionsrådsformand og medlem af Socialdemokraterne.
- Elsemette Cassøe, dansk jurist og politidirektør i Nordjyllands Politi.
- Herbert Pundik, dansk jødisk journalist og forfatter.
- Max Rasmussen, dansk tidligere amtsdirektør.
- Peter Øhrstrøm, dansk professor, politiker, medlem af Kristendemokraterne og tidligere medlem af Det Etiske Råd
- Kristian Thulesen Dahl, erhvervsjurist, politiker, tidligere formand for Dansk Folkeparti